# Oak Street Bridge
L'Oak Street Bridge est un pont routier canadien reliant Vancouver à Richmond, en Colombie-Britannique. Ouvert le 1er juillet 1957, ce pont à poutres permet le franchissement du fleuve Fraser par la Sea to sky highway.